# Allium wallichii
Allium wallichii là một loài thực vật có hoa trong họ Amaryllidaceae. Loài này được Kunth mô tả khoa học đầu tiên năm 1843.